# Stenalia cechovskyi
Stenalia cechovskyi is een keversoort uit de familie spartelkevers (Mordellidae). De wetenschappelijke naam van de soort is voor het eerst geldig gepubliceerd in 2006 door Horák.